# Dryococelus australis
Dryococelus australis är en insekt som tillhör ordningen spökskräckor. Den är endemisk till den lilla oceaniska ön Ball's Pyramid. Ett uppfödningsprojekt pågår för att kunna återinföra arten på den närbelägna ön Lord Howeön (där hela populationen utrotats av råttor).

## Kännetecken
Djuret blir ungefär 100 till 120 millimeter långt och har som vuxen en mörkt rödbrun eller svartaktig färg. Unga individer är gröna, troligtvis för att åstadkomma ett bättre kamouflage. Arten räknas som den största av alla spökskräckor som saknar vingar.
Honor är oftast större än hannar. De kan bli 12 cm långa och hannarnas maximala längd är 10,6 cm.

## Utbredning

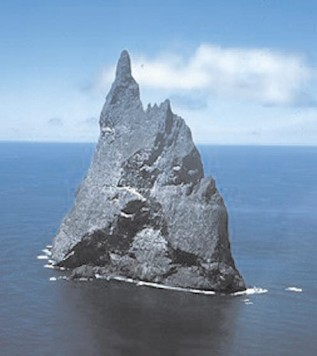
Ball's Pyramid

Det ursprungliga levnadsområdet sträckte sig över hela Lord Howeön som ligger cirka 580 km öster om Australien. Idag är arten endemisk för den lilla ön Ball's Pyramid som ligger 23 km sydöst om Lord Howeön. Den sista populationen med omkring 30 individer lever på en yta av 6 m x 30 m där det finns ett träd av arten Melaleuca howeana.

## Status
Arten var sedan 1920 listad som utdöd innan den åter hittades av ett australiskt forskarteam. Beståndet på Lord Howeön dödades av svartråttor som 1918 kom dit från ett fartyg som sjönk utanför ön.
2003 hämtade entomologen Stephen J. Fellenberg en hanne och en hona från Ball’s Pyramid för att avla nya individer som senare kan återinföras på Lord Howeön. Fellenbergs projekt har hittills varit mycket framgångsrikt. Redan 2005 fanns över 100 individer av Dryococelus australis i fångenskap, och 2016 rapporterades 13 000 ägg ha kläckts. Zoologiska institutioner i Melbourne, Bristol, San Diego och Toronto delar på arbetet med uppfödningen.
Före det möjliga återinförandet av arten på Lord Howe Island behöver hotet från svartråttorna undanröjas. Denna djurart har sedan 1918 orsakat försvinnandet av fem endemiska fågelarter samt 13 lika endemiska ryggradslösa djur. Dessutom hotar de sent komna råttorna överlevnaden för ytterligarer 14 fågel- och två reptilarter. 2017 planerades en utrotningskampanj, bland annat med hjälp av råttgift, inledas på ön. Projektet mötte dock lokalt motstånd från öbor som misstrodde forskargemenskapen och dess giftkampanj; i en lokal enkät var 52 procent för kampanjen och 48 procent emot.
Idag är arten klassad som akut hotad av IUCN.